# Centenary Medal

Ordensband der Centenary Medal

Die Centenary Medal ist eine Auszeichnung, die 2001 von der australischen Regierung eingeführt wurde. 

## Anlass und Verleihungskriterien
Anlass war der 100. Jahrestag der Gründung des Commonwealth of Australia, in dem sich zum 1. Januar 1901 die bis dahin voneinander unabhängigen Kolonien zusammengeschlossen haben. Mit der Medaille sollen Personen ausgezeichnet werden, die zum Erfolg der ersten hundert Jahre Australiens als föderale Nation beigetragen haben. Die Einführung erfolgte am 14. Februar 2001 durch ein Letters Patent von Elizabeth II.
Die Medaille wurde 2001 verliehen. Seither wurde sie nur noch an Hundertjährige verliehen, die vor dem 31. Dezember 1901 geboren wurden. Insgesamt gab es drei verschiedene Empfängergruppen:
- Personen, die Australien gedient haben, z. B. Freiwillige in der Gemeinde, und Personen, deren Leistungen in Wissenschaft, Forschung oder Kunst einen bemerkenswerten Einfluss auf nationaler oder internationaler Ebene hatten.
- Hundertjährige: Australische Staatsbürger, die am oder vor dem 31. Dezember 1901 geboren wurden und bis zur Hundertjahrfeier der Föderation am 1. Januar 2001 gelebt haben.
- Inhaber von Regierungs- und Justizämtern.

Insgesamt wurden über 15.850 Medaillen verliehen, davon etwa 1.400 an australische Hundertjährige.

## Design der Medaille

### Medaille
Die Medaille zeigt einen siebenzackigen Commonwealth-Stern, der die sechs australischen Bundesstaaten repräsentiert. Der siebte Punkt steht für die australischen Territorien. In der Mitte des Sterns befindet sich eine indigene Darstellung der Traditionen der Aborigines. Um den Rand herum sind 100 Punkte angeordnet, die 100 Jahre Föderation symbolisieren.

### Medaillenband
Die Farben des Bandes sind Karmesinrot (für die Föderation) sowie Blau und Gold (für den Beginn des 21. Jahrhunderts). Die sieben goldenen und roten Linien symbolisieren den Weg der Staaten zur Föderation.